# Jorge Lucas
Jorge Lucas é um artista de histórias em quadrinhos uruguaio-argentino. Ele nasceu em Salto, no Uruguai, onde morou até os 10 anos de idade, depois se mudou para a Argentina e adquiriu a nacionalidade argentina.

## Biografia
Lucas teve notoriedade primeiro na Argentina com seu trabalho em El Cazador de Aventuras, a revista em quadrinhos mais vendida naquele país há vários anos. A série estrelou um personagem semelhante ao Lobo da DC Comics e apresentou obras de arte fortemente influenciadas pelo estilo artístico de Simon Bisley. No título, Lucas trabalhou com Ariel Olivetti, Mauro Cascioli e Claudio Ramírez.
Nos Estados Unidos, ele é mais conhecido por seu trabalho para a Marvel Comics em títulos como Inumanos, Mística, Homem de Ferro e O Incrível Hulk. Ele pintou as artes de The Darkness: Shadows and Flame, que foi escrito de Rob Levin.

## Trabalhos

### Image
- Darkness #79 (2009)
- Darkness, vol. 3, #7-10 (2009)
- Darkness: Shadows and Flame (2010)
- Ripclaw Pilot Season #1 (2007)

### Marvel
- Annihilation: Ronan, minissérie, #1-4 (2006)
- Pantera Negra #46-47, 51-54 (2002–03)
- Guerra Civil: Front Line, minissérie (Nighthawk) #6 (2006)
- Quarteto Fantástico: World's Greatest Comics Magazine #1-2, 12 (2001–02)
- Incrível Hulk, vol. 2, #83-86, Anual 2001 (2001–05)
- Homem de Ferro, vol. 3, #73-78, 83-85 (2004)
- Mística #1-6 (2003)
- Novos Invasores #6 (2005)
- Starjammers, minissérie, #2-6 (2004–05)
- Wolverine #180 (2002)
- Wolverine: Xisle, minissérie, #1-5 (2003)
- X-Force #110-115 (2001)
- X-Men: Colossus Bloodline, minissérie, #1-5 (2005–06)